# Grafschaft Cadore

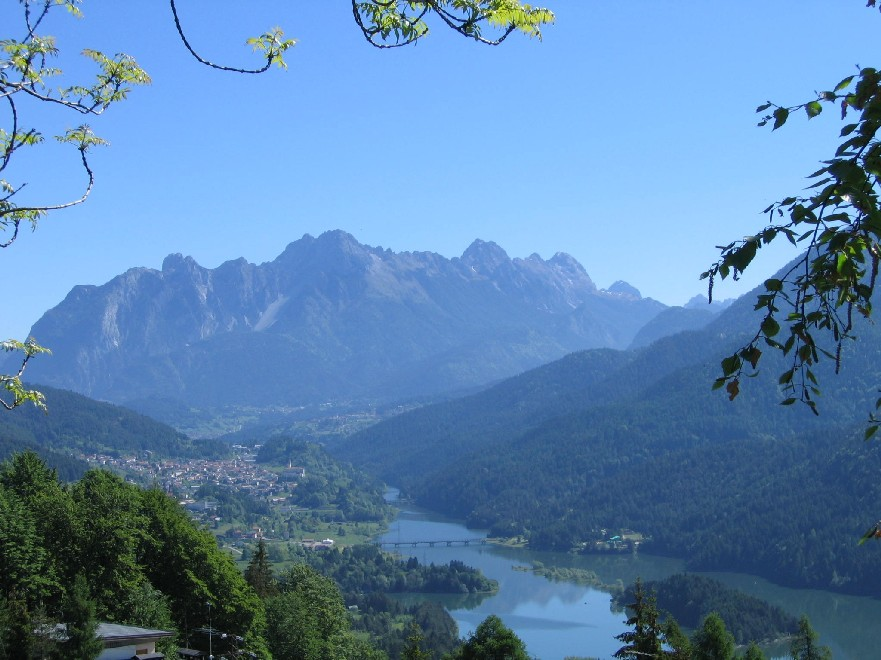
Tallandschaft Cadore

Die Grafschaft Cadore in der Tallandschaft Cadore im norditalienischen Venetien gelangte 973 an das Hochstift Freising, als Cadobertal. Im Jahr 1510 wurde die Grafschaft von der Republik Venedig annektiert.
Auf dem Wiener Kongress im Jahr 1815 wurde das Gebiet dem Königreich Lombardo-Venetien zugeordnet.